# Coloratura (bài hát)
"Coloratura" là bài hát của ban nhạc rock người Anh Coldplay từ album phòng thu thứ chín của họ, Music of the Spheres. Nó được phát hành vào ngày 23 tháng 7 năm 2021 dưới dạng đĩa đơn quảng bá cho album, đồng thời cũng là bài hát cuối cùng trong album. Được sản xuất bởi Max Martin, Oscar Holter và Bill Rahko, đây là bài hát dài nhất từng được ban nhạc phát hành, với thời lượng 10 phút 18 giây.

## Hoàn cảnh
Vào ngày 20 tháng 7 năm 2021, Coldplay thông báo qua mạng xã hội rằng album mới, Music of the Spheres, sẽ ra mắt vào cuối năm. Trong cùng thông báo, họ đề cập đến bài hát cuối cùng trong album sẽ được phát hành quảng bá trong vòng ba ngày tới, trong khi đĩa đơn chính thức tiếp theo "Higher Power" sẽ được phát hành vào tháng 9. Một video lời bài hát do Pilar Zeta và Victor Scorrano đạo diễn đã được phát hành cùng với bài hát, với những hình ảnh của một tinh vân hư cấu có tên Coloratura giống như tên bài hát.

## Đánh giá chuyên môn
"Coloratura" được giới phê bình đón nhận nồng nhiệt. Matt Doria từ NME ca ngợi ca khúc này vì "khơi gợi lại những cảm xúc nhạc progressive rock phấn khích của Pink Floyd trong Dark Side of the Moon" và cũng lưu ý rằng nó đánh dấu "một bước tiến đầy tham vọng vào những vùng đất chưa được khám phá của Coldplay, mặc dù không đi quá xa so với chuẩn mực [của họ]". Daniel Kreps, viết cho tạp chí Rolling Stone, mô tả bài hát này như một "bản sử thi không gian" và là "hành trình qua nhiều không gian vào vũ trụ, với Chris Martin gọi tên các thiên thể [...] trong hành trình của mình đến các vì sao".
Ella Kemp, viết cho tạp chí Rolling Stone UK, nhận xét rằng bài hát "có thể là tác phẩm âm nhạc ấn tượng nhất mà Coldplay từng tạo ra, một thử nghiệm rộng lớn theo phong cách Pink Floyd mang lại kết quả vô hạn". Ahad Sanwari từ tạp chí V nói rằng "chỉ có Coldplay, trong thời đại ngày nay, mới có ý tưởng 'tạo ra một bài hát dài hơn mười phút', và bằng cách nào đó [...] vẫn thực hiện được điều đó". Ông cũng khen ngợi ban nhạc khi nói rằng "[họ] rõ ràng đã chứng tỏ sự thành thạo trong nghệ thuật tạo dựng không gian và tâm trạng trong âm nhạc của mình". Bài hát này cũng được xếp vào danh sách những bài hát hay nhất của năm bởi  Dansende Beren, RadioEins, và Tonspion.

## Nhân viên
Nguồn: Parlophone UK phát hành cho YouTube.

## Xếp hạng
| Bảng xếp hạng (2021)              | Vị trí cao nhất |
| --------------------------------- | --------------- |
| Anh Singles Download Chart (OCC)  | 65              |
| Hoa Kỳ Hot Rock Songs (Billboard) | 34              |